# 伊豆石

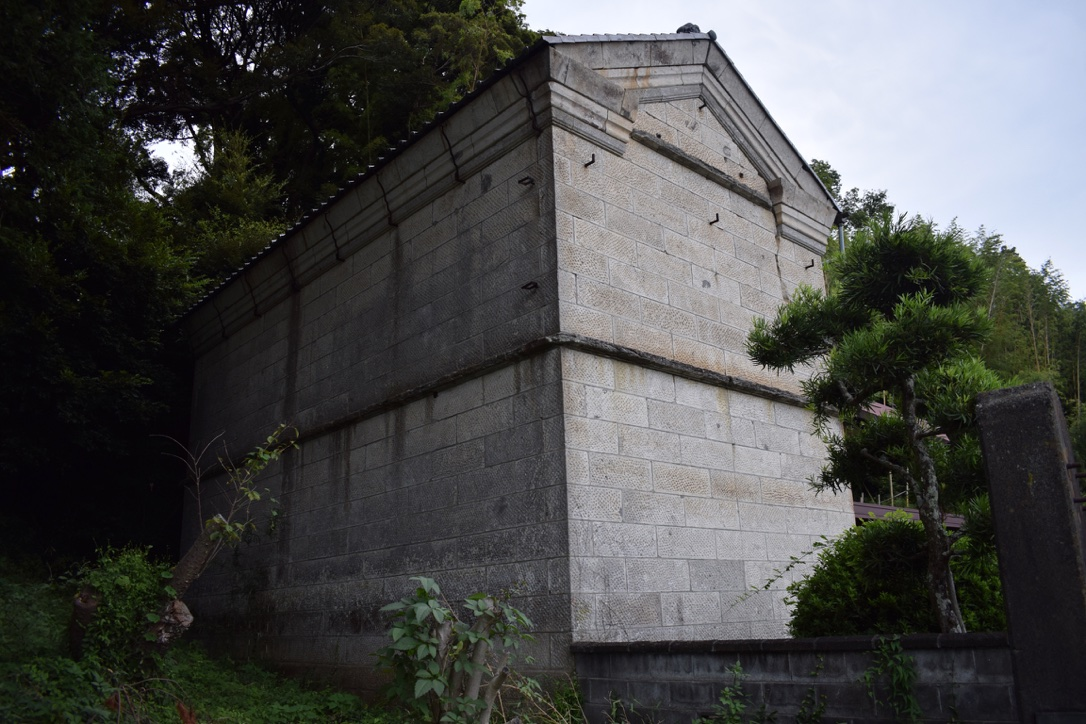
伊豆半島やその周辺の民家に残る伊豆石造の近代建築

伊豆石（いずいし）とは、静岡県の伊豆地方で産出する火山岩由来の石材のうち、近世から近代の前半にかけて主に建設関係の資材として重用された広域流通石材の総称である。日本最大の城郭である江戸城の石垣のほとんどが伊豆半島から運ばれた。現在は、スプリットン・ブロックの普及などもあって（本小松石等の神奈川県の石材を除くと）伊豆半島からの「伊豆石」として産出されていないが、近年まで採石されていた伊豆石の一種「伊豆若草石」は静岡県地域遺産に認定されている。

## 概要
「伊豆石」は大別して安山岩の堅緻な質のものと、凝灰岩質石材の軟質のものの二者がある。前者の代表例として、伊豆の国市小室の小室石（緑色凝灰角礫岩）が挙げられ、後者の代表例として、伊豆の国市の長岡石（淡緑色一雑色浮石火山礫凝灰岩）や下田市、賀茂郡、沢田などから産出されていた伊豆御影・沢田石（凝灰質砂岩）が挙げられる。
安山岩系の伊豆石は耐火性に優れ、風化しにくい特徴がある。
凝灰岩系も同様に耐火性に優れ、軟らかいため加工がしやすく、比較的軽いという特徴がある。
地質的な伊豆半島は箱根や真鶴といった西相模を含むため、伊豆石は「相州石」「小松石」の別称として理解をされることもあり、その多様性、歴史の深さゆえ、混乱している点がある。
歴史的に見て、伊豆石の名が一世を風靡することになったのは、慶長年間（1596年-1615年）に始まる江戸城改修築工事によるものであり、小田原以南の相模湾岸も良い石材産地であったが、同じ安山岩系の石なので、これも伊豆石と呼ばれていた。
江戸時代後期や明治時代になると、伊豆石と言えば凝灰岩系の軟らかい石という常識が成立していた。伊豆軟石の使用は、明治の擬洋風建築のなかに多量に採り入れられることによって、明治の前半を中心にして最盛期を迎える。
『南豆風土誌』によれば「上賀茂及び下賀茂の凝灰岩は、伊豆石と称し、盛んに東京に輸送す。共色紫にして微に青色を含み、細紋あり。｣との記述がある。
伊豆産石材の使用例を手操ると、東京を中心とした日本の代表的な近代建築のほとんどすべてのものに伊豆石は使用されていると言っても過言ではないように感じられるという。
現在（本小松石等の神奈川県の石材を除くと）伊豆半島からの伊豆石は産出されていないが、近年まで採石されていた伊豆石の一種「伊豆若草石」は静岡県地域遺産に認定されている。
2023年7月7日、静岡県沼津市の市制100周年記念に乗じて改訂されたぬまづの宝100選に、伊豆石産業遺産群が登録された。
2022年（令和4年）現在、伊豆石について、文化を掘り起こし、まちづくりに活かそうと活動している伊豆石文化探究会では、任意団体ながら活発な調査、研究、情報発信を行う一方で、全国的なネットワーク構築を目指している。2023年（令和5年）6月、伊豆石文化探究会は、一般社団法人伊豆石文化探究会となった。

## 沿革

### 古墳時代
賤機山古墳（静岡市）には、伊豆白色凝灰岩を加工した家形石棺が納められていた。こうした白色の石材を中心とした伊豆凝灰岩製の石棺は、賤機山古墳の石棺以降、静岡平野の有度山西麓の古墳にも見られ、7世紀代には黄瀬川流域など田方平野周辺にも分布することが知られている。また、8世紀代には同様の石材を用いた火葬骨納用の石櫃がつくられ、狩野川西岸の横穴墓に納められる例等が知られるこれらの様相は、凝灰岩系伊豆石を原石材とした大型石材の石工技術が定着した事例として注目できる。

### 鎌倉時代
中世の伊豆石は、石塔類の利用が顕著であり、東は鎌倉を中心に内房地方あたりまで、西は遠江の海岸部や宿場、墓域で五輪塔・宝篋印塔などの活用され高級石塔として重宝された。鎌倉では永福寺や勝長寿院の礎石等として加工のない伊豆石が12世紀末の遺構より発見されている。

### 戦国時代
戦国時代の伊豆地域は、小田原の後北条氏によって石工も掌握され、天文3年（1534年）の鎌倉鶴岡八幡宮の造営には伊豆長谷の石工15人が召し出されている。

### 近世城郭と大火復興

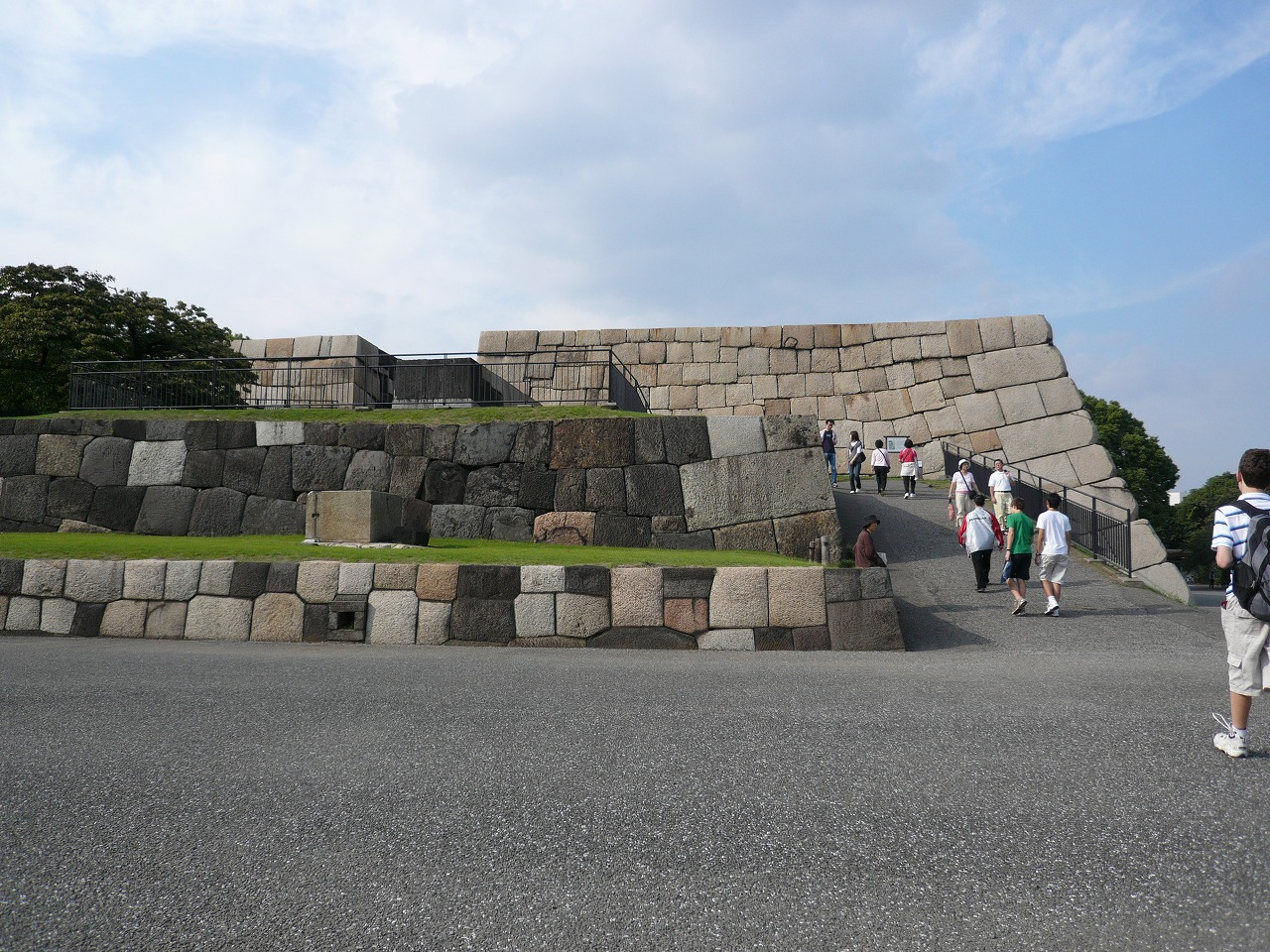
江戸城の天守台。

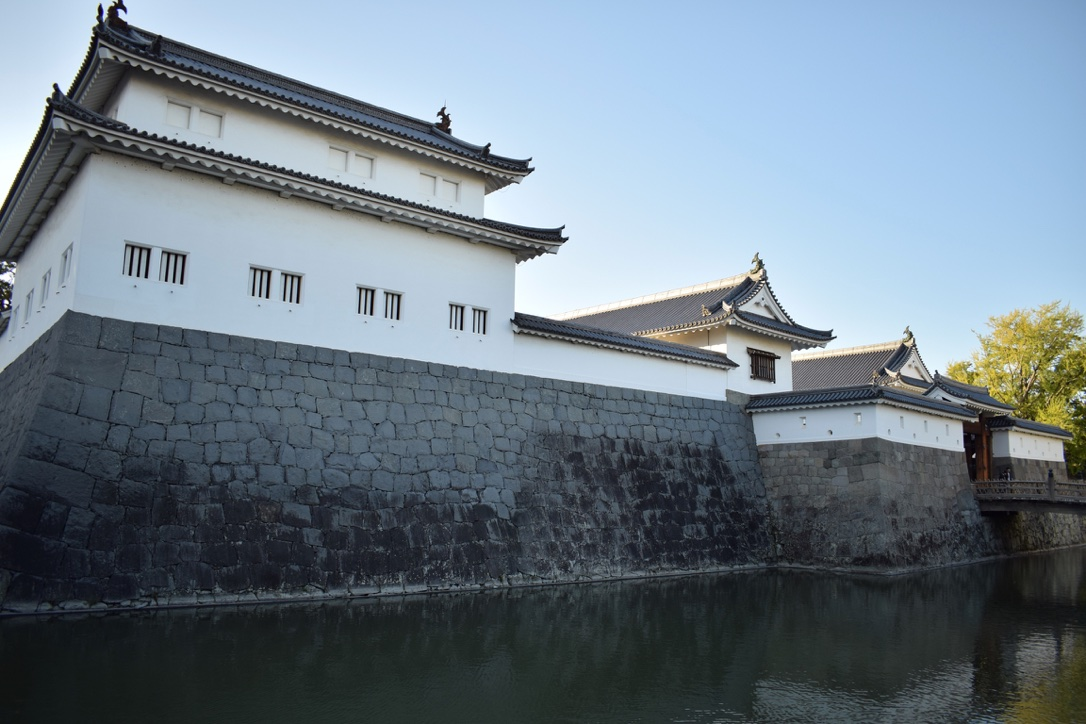
駿府城東御門と巽櫓

伊豆石の採石は、伊豆半島北部東海岸の熱海から稲取、西海岸の沼津から土肥にかけて盛んで、石材は下多賀・上多賀・宇佐見・稲取・河津・戸田等の港から江戸や駿府に積み出されたと考えられている。
西相模を含む伊豆半島は、中世以来多くの石材を各地に供給してきた。特に、江戸城の築城においては、町づくりを含め、伊豆の石材は欠かせないものであった。壮大な石垣用の石材は、ほとんどすべてを相模西部から伊豆半島沿岸の火山地帯で調達し、海上を船舶輸送して築いたものである。伊豆の山々で切り出された石材は、海上輸送のために山中から海際まで石曳き（いしびき）され、江戸着船後も、現在の銀座や丸の内あたりの街区の上を再び石曳きされて場内の普請丁場に運ばれていた。その実行者は、諸国から大量に動員された大名領の百姓や賃金雇いの日雇たちであり、これが江戸城下で競い合い、ひしめき合いながら石曳きをした。
また主に堅石の伊豆石は、静岡市の駿府城や久能城に使用されていたことも分かっている。沼津市井田の『井田高田四郎家文書』、宝暦・明和・文化年間の井田村「村差出帳」に、水戸徳川家の石丁場と、江戸・駿府城の為に石を切り出した公儀の石丁場が所在した記録が残っている。また、『細田家史料』には、「駿河様御丁場」の記載がある。沼津市重寺村付近の、地元の『室伏家文書』には、天和年間（1681年-1684年）に江戸の町人請負、寛永6年（1629年）頃に駿河徳川家、寛永12年（1635年）頃に越前最小、享保14年（1729年）の「村差出し」などから駿府城・久能山・江戸城の御用石を商人請負で切り出していたことがわかっている。
明暦2年（1857年）には、明暦の火災があり、「むかしむかし物語」（『東京市史稿』産業篇第4所収）中に、「明暦正月中大火事、翌年に至ても御白の御普請、江戸中大名衆普請故、舟はいか様の小舟迄も、木材石材運舟と成て、中々涼の屋形舟一艘もなし」とあり、江戸城および城下、諸大名の普請が急増し、これに必要な木材と石材運搬のため大型船はもとより小型船までもがこれに向けられたと記されている。また『小田原藩永代日記』（『神奈川県史』資料編4-近世1-）中には明暦の大火により焼失した江戸城本丸普請の石材8,400個を確保するために、岩村、真鶴村に老中覚書が出され、必要石材の確保を命じたことが記されている。

### 明治時代
伊豆石は幕末の品川・横浜台場や明治前半期の官公庁などの近代建築でに多量に取り入れられることによって、明治前半を中心に最盛期を迎える。明治30年代になって、伊豆石の枯渇と言うよりも、栃木県大谷の大谷石や茨城県稲田の花崗岩の採掘が始まることによって鉄道輸送に適した地域の石材が主流となり、コンクリートへの代替など需要の減少で明治末から大正初年に多くの石丁場が閉山となる。

## 伊豆石丁場遺跡

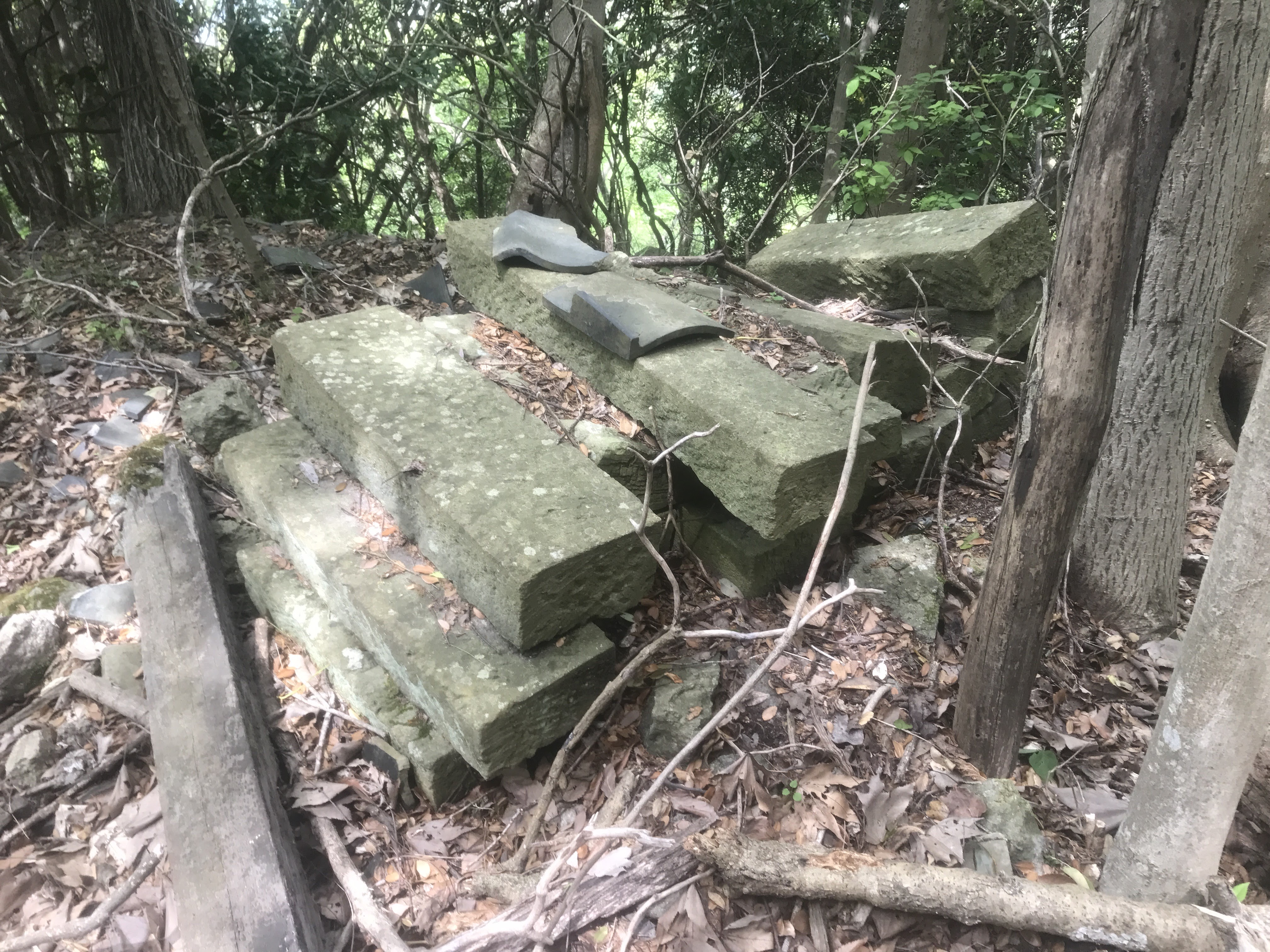
沼津市口野に放置された加工済みの伊豆石

伊豆石丁場遺跡は西相模から伊豆半島に広がる、全国にも稀な大きさを誇る遺跡である。
伊豆半島の石丁場遺跡は、硬質な安山岩系の石丁場と、軟質な疑灰岩系の石丁場の二種類に大きく分類される。そのうち安山岩系の石丁場は、小田原から河津町の東海岸、沼津市の南部の海岸などで確認され、伊豆半島の地質的環境である複成火山の分布と重なる。
安山岩系の石丁場
安山岩系の伊豆石丁場は転石の露頭からの採石がほとんどであり、伊豆半島各所にある中世の鎌倉、近世の江戸時代に稼働した石丁場には、採石遺構は地表面で確認できる転石を割り取って、転石を採掘する場合が多く、採石遺構はクレーター状の窪地として確認できる例が多い。また、大きな岩石が存在する海岸の至る所で矢穴痕を有する石材が確認でき、海岸部でもかなりの採石が行なわれ、石丁場遺跡も多い。
「刻印」と呼ばれる石材に刻まれた印が多種多様に確認され、その種類は伊豆半島全体で200種を超えるとされる。しかも文字刻印が多く、内容も大名家の人名やその石丁場の範囲、紀年銘など具体的であること、比較的文献資料や絵画資料が残されていることなどがあげられる。特に、大名との関連でいえば、在地の有力者に対して「石場預り役」を任命している史料が確認できることも伊豆石丁場の特徴にあげられ、石場預り役は世襲制で幕末まで管理が続けられたとされる。
- 安山岩（内浦安山岩など）

　　伊豆半島で広く産出される。江戸時代から昭和30年代後半まで産出。板碑に多用されている。
- 白色の伊豆石（石英安山岩など）

　　伊豆の国市北江間の石丁場で主に産出。江戸時代から昭和30年代後半まで産出。デイサイトであるため、白色で綺麗な伊豆石。耐久性が高く、石燈籠や墓石などに多用されている。
凝灰岩系の石丁場
凝灰岩系の石丁場は、一部は江戸城の石垣に使用された可能性があるものの、多くは江戸時代中期以降に江戸や東京の都市基盤を形づくる役割も果たした。皇居謁見所や京都国立博物館にも使用されている。
- 褐色を帯びた砂質の伊豆石（長岡凝灰岩）

　　伊豆の国市北江間の横根沢石丁場で主に産出。江戸時代から昭和初期まで稼働。石燈籠、石鳥居、社殿の基礎や参道の敷石などに多用されている。静岡県東部及び狩野川周辺でよく見かける褐色を帯びた砂質の伊豆石。
- 青色を帯びた細粒の伊豆石（長岡凝灰岩）

　　伊豆の国市墹之上池の石丁場で主に産出。江戸時代から昭和初期まで稼働。加工が容易であるため、石仏や墓石に多用されている。ただし、耐候性が低い。静岡県東部及び狩野川周辺でよく見かける青色を帯びた細粒の伊豆石。
- 大井凝灰角礫岩

　　沼津市大平地区を取り巻く山麓部（沼津アルプス）で主に産出。江戸時代から昭和30年代後半まで稼働。火山角礫を多量に含むため、とても堅く耐火性に優れていため、静岡県東部及び狩野川周辺でよく見かける石蔵や石塀に使用されている。
- 凝灰角礫岩

　　伊豆の国市神島の城山や小室周辺で主に産出。主に産出。江戸時代から明治時代後半まで稼働。カラフルな火山角礫を多量に含んでいる。とても堅く耐火性に優れていため、静岡県東部及び狩野川周辺で石蔵や石塀に使用されている。

### 伊豆石の耐候性
伊豆石は比較的耐候性が低く、風化や脆性に弱い石である。沼津市の古老曰わく「オラが死んだら墓石に伊豆石だけは使わんでくれ」という言葉がある。このことは沼津市内や伊豆地区にも道祖神などの路肩の遺構は各地に散在するが、伊豆石で作られた神さん像などの風化は著しい。伊豆石は豊富に取れ、素材単価が安いことや比較的柔らかく加工性が良いこともあるが耐候性は劣る。墓石など、長期の耐性に伊豆石を使うのは不適当で、花崗岩などを使用することが望ましい。